# 空間ロボット
空間ロボット（くうかんロボット）は、日本SGI株式会社が提案する、居住空間や公共空間全体が、知能や感性を持ったロボットのように人間の生活をサポート（安全・安心・便利・健康QOL）するコンセプトをいう。
提唱者は、大塚寛で、ロボカップをはじめ、マネキンロボットやレスキューロボット、などの現実的でビジネス化したロボットたちをプロデュースする。
大塚は、その後、住宅事情が改善されない日本の居住空間では、人間大の二足歩行ロボットが日常生活の中に存在する可能性は稀有であると考え、現実的には安全性や空間事情から、建物全体をロボットにする概念が、日本型生活ロボットの最終形態であるとした。
先行モデルは、2001年宇宙への旅で有名になった、HAL 9000とも言われ、感情や知性を持った車ナイトライダーを連想させる。大塚は、感情認識技術や感性制御技術の応用で人と空間ロボットの心のこもったコミュニケーションが実現できるとする。積水ハウスでは、日本SGIと共同で感性制御技術を使ったSTホームをコンセプトモデルとして立ち上げた。

## 応用例
- STホーム積水
- ホームセキュリティー応対システム
- QOL対応カウンセリングシステム
- 家電制御システム
- 生活サポートシステム
- 遠隔制御システム
- SOHOシステム
- 医療システム

## 感性制御システム
- Advanced Generation Interface Inc. ST
- SGI Japan日本SGI株式会社 ST Ver2.0
- 株式会社AGI ST Ver2.0